# Baluarte de San Diego
El Baluarte de San Diego es un bastión en Intramuros, parte de la fortificación colonial española en la ciudad amurallada de Manila, en Filipinas.
La existencia de la fortaleza comenzó a partir del mandato del Gobernador General Gómez Pérez Dasmariñas que lo integró con una fortaleza mayor construida de 1591 hasta 1594. El bastión es una estructura que sobresale con flancos construidos a lo largo de la estructura. El propósito de su proyección era garantizar una visión más clara de la artillería - a fin de que se prepararan mejor contra los invasores. El bastión tiene dos partes; cara (que proyecta hacia el exterior) y los flancos (que conectan la cara y la cortina, o el muro cortina). Varios elementos se añadieron en el curso del tiempo, tales como la adición de estructuras semicirculares en la base llamada orillons o orejitas haciendo que el bastión se asemejara a una forma de as de espada.
El Baluarte de San Diego fue un bastión construido en la esquina suroeste de Intramuros. Sufrió varias alteraciones. En 1609, un escrito de Antonio de Morga describe que la estructura no era más que una torre dentro de una construcción mucho más grande de la Fortaleza de Nuestra Señora de la Guía. 